# Святченко, Эрик
Эрик Сергеевич Святченко (дат. Erik Sviatchenko, укр. Ерік Сергійович Святченко; 4 октября 1991, Виборг, Дания) — датский футболист, защитник клуба «Хьюстон Динамо». Выступал в сборной Дании.

## Клубная карьера
Эрик начинал свою карьеру в «Виборге», однако в течение нескольких лет он находился в системах более скромных датских клубов. В 2004 году Эрик вернулся в систему «Виборга», а с 2006 по 2009 год выступал за юношеские команды «Мидтьюлланна». Его дебют за «Мидтьюлланн» состоялся 5 мая 2009 года в матче против клуба «Хорсенс». Это был его единственный матч в дебютном сезоне. В следующем сезоне он провёл пять матчей и забил гол «Орхусу». С сезона 2010/11 Эрик регулярно появляется на поле в составе «Мидтьюлланна». Святченко был признан лучшим игроком чемпионата Дании 2014/15.
В январе 2016 года Святченко перешёл в «Селтик», с которым подписал контракт на 4,5 года. Стоимость трансфера составила около 1,5 млн фунтов стерлингов.
В январе 2018 года Святченко вернулся в «Мидтьюлланн», отправившись в аренду до конца сезона. 27 мая 2018 года «Мидтьюлланн» выкупил Святченко у «Селтика» за 1 млн фунтов и подписал с ним четырёхлетний контракт. По итогам сезона 2019/20 Святченко был назван игроком года в Суперлиге.
24 марта 2023 года Святченко перешёл в клуб MLS «Хьюстон Динамо», подписав контракт до конца сезона 2024 с опцией продления на сезон 2025. По сообщениям датской прессы стоимость трансфера составила чуть более 10 млн датских крон. За «Динамо» он дебютировал 23 мая в матче ⅛ финала Открытого кубка США 2023 против «Миннесоты Юнайтед», отыграв один тайм.

## Карьера в сборной
Эрик играл за различные юношеские и молодёжные сборные Дании. За молодёжную сборную Дании он провёл восемь игр и забил два гола.
В 2014 году обсуждался вопрос о выступлении Святченко за сборную Украины, но игрок сделал выбор в пользу датской сборной. 25 марта 2015 года дебютировал в национальной сборной Дании в товарищеском матче против США (3:2). 7 сентября сыграл первую официальную игру за сборную, выйдя на замену в отборочном матче чемпионата Европы 2016 против сборной Армении (0:0).

## Статистика

### Матчи Святченко за сборную Дании
| Матчи Святченко за сборную Дании | Матчи Святченко за сборную Дании | Матчи Святченко за сборную Дании | Матчи Святченко за сборную Дании | Матчи Святченко за сборную Дании | Матчи Святченко за сборную Дании |
| -------------------------------- | -------------------------------- | -------------------------------- | -------------------------------- | -------------------------------- | -------------------------------- |
| №                                | Дата                             | Соперник                         | Счёт                             | Голы Святченко                   | Соревнование                     |
| 1                                | 25 марта 2015                    | США                              | 3:2                              | —                                | Товарищеский матч                |
| 2                                | 29 марта 2015                    | Франция                          | 0:2                              | —                                | Товарищеский матч                |
| 3                                | 7 сентября 2015                  | Армения                          | 0:0                              | —                                | Чемпионат Европы 2016 (отбор)    |
| 4                                | 11 октября 2015                  | Франция                          | 1:2                              | 1                                | Товарищеский матч                |
| 5                                | 29 марта 2016                    | Шотландия                        | 0:1                              | —                                | Товарищеский матч                |

Итого: 5 матчей / 1 гол; 1 победа, 1 ничья, 3 поражения.

## Достижения
Командные
«Мидтъюлланн»
- Чемпион Дании: 2014/15, 2017/18, 2019/20
- Обладатель Кубка Дании: 2018/19, 2021/22

«Селтик»
- Чемпион Шотландии: 2015/16, 2016/17
- Обладатель Кубка Шотландии: 2016/17
- Обладатель Кубка шотландской лиги: 2016/17, 2017/18

«Хьюстон Динамо»
- Обладатель Открытого кубка США: 2023

Личные
- Игрок года в датской Суперлиге: 2014/15, 2019/20

## Личная жизнь
Эрик — сын харьковского художника Сергея Святченко, который эмигрировал в Данию в 1990 году.